# Letecká základna Ďagilevo
Letecká základna Ďagilevo (rusky Дягилево, ICAO: UUBD) je letecká základna Vzdušně-kosmických sil Ruské federace ležící na severozápadním okraji Rjazaně. V jejím areálu se také nachází Rjazaňské muzeum dálkového letectví.

## Současné využití
Z hlediska vojenské organizace sídlí na základně 03. gardový letecký pluk tankovacích letadel vybavený letouny Iljušin Il-78 a 43. gardové centrum bojové přípravy a přeškolování letového personálu dálkového letectva vybavené letouny Tupolev Tu-95, Tupolev Tu-22M, Tupolev Tu-134 a Antonov An-26.

## Dějiny
V průběhu rusko-ukrajinské války došlo 5. prosince 2022 na základě k výbuchu cisterny a poškození letounu, při kterých zahynuly tři osoby a pět bylo zraněno. Ve stejné době došlo k výbuchům na letecké základně Engels2.